# Panzerschreck
Panzerschreck (oficiálně Raketenpanzerbüchse 54, raketová pancéřová puška 54, zkráceně RPzB 54) byla ruční raketová protitanková zbraň ráže 88 mm na více použití, kterou užívala německá armáda ke konci druhé světové války. Jeho předchůdcem byl jednodušší Panzerfaust (česky „pancéřová pěst“), zavedený v roce 1942, který dokázal prorazit až 150 mm silný pancíř ruských tanků na vzdálenost 30 m. Používali jej vojáci SS (německá armáda od roku 1943) i příslušníci Volkssturmu (německá domobrana). Protože však měl malý dostřel, nebylo těžké budovu, kde byl voják s Panzerfaustem, zničit na velkou vzdálenost.

## Vývoj

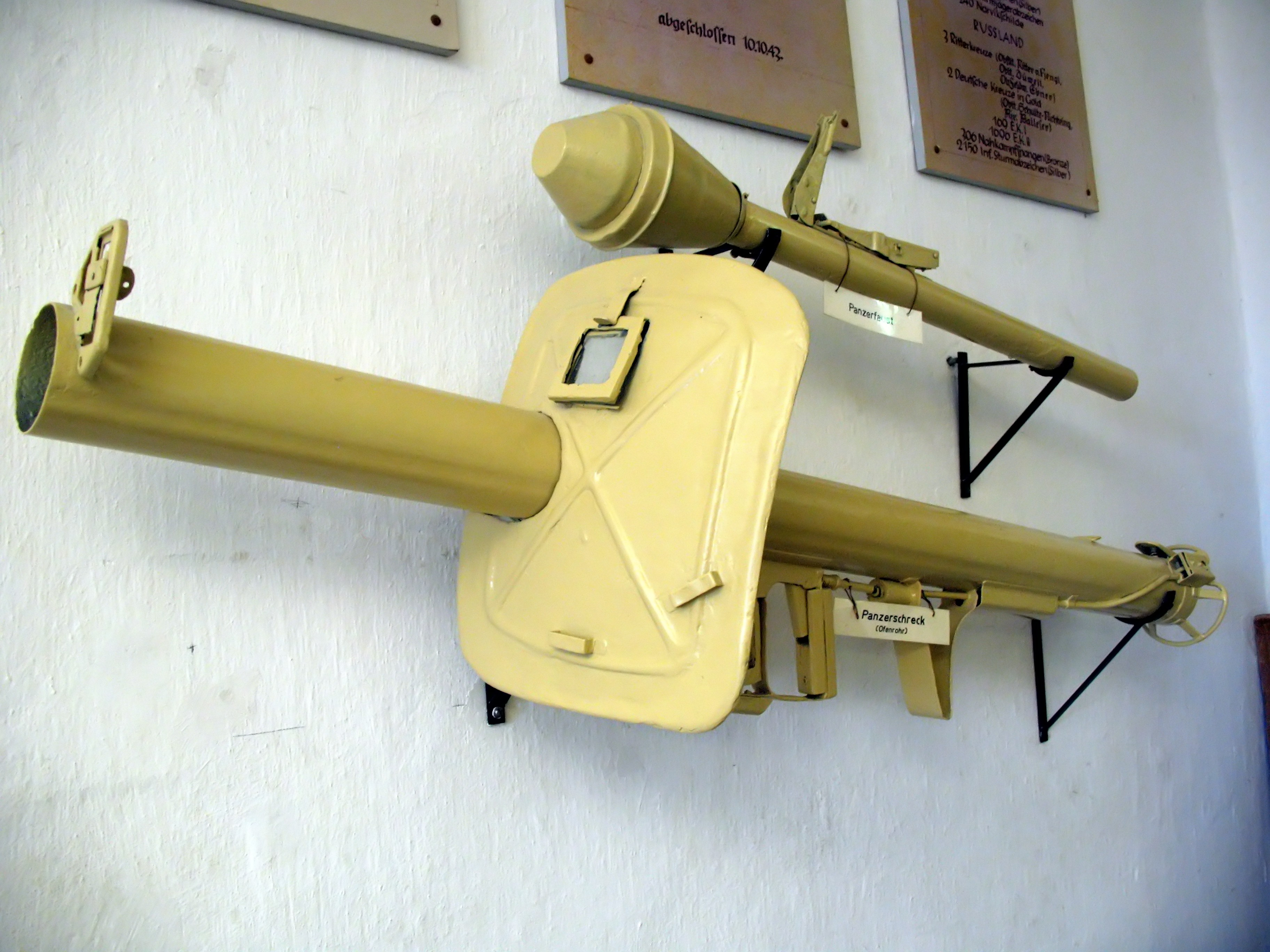
Panzerschreck (dole) a Panzerfaust

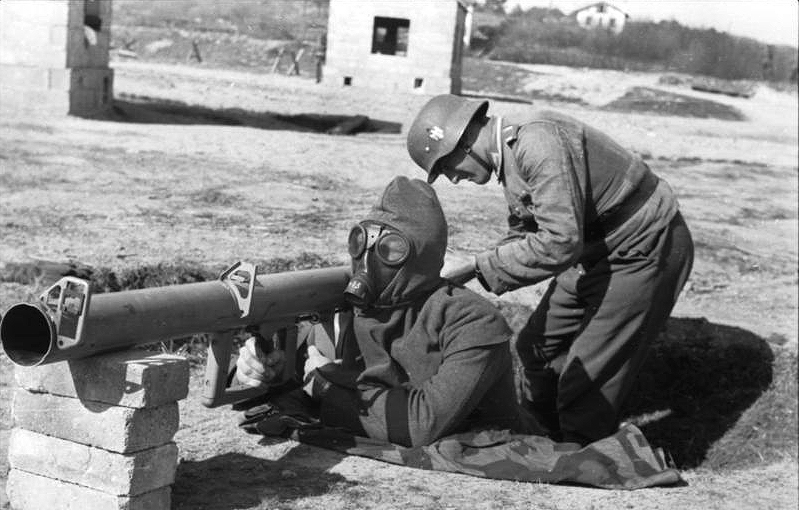
Obsluha RPzB 43 s ochrannou maskou a ponchem.

Vývoj Panzerschrecku spadá do počátku roku 1943, kdy Němci ukořistili v Tunisku několik amerických bazuk, podle nichž vyvinuli vlastní zbraň.
První typ, který zavedlo Německo do výzbroje své armády byl Raketenpanzerbüsche 4322. Zbraň byla 164 cm dlouhá a její hmotnost činila 9,25 kg. Ke střelbě se používal 88mm projektil, který po vystřelení dosahoval rychlosti 105 m/s.[zdroj⁠?!] Hmotnost střely byla 3,3 kg a hmotnost nálože pak 600 g. Zvláštností bylo to, že se používala letní (+5 až 50 °C) a zimní (-40 až +30 °C) munice. Průraznost pancíře byla okolo 180 mm. Samotní vojáci si však tuto zbraň příliš neoblíbili, protože vyvíjela silný plamen, který ohrožoval obsluhu a prozrazoval její pozici. Kvůli tomu museli být střelci chráněni ohnivzdornou pláštěnkou a plynovou maskou. Střelec byl pak sice chráněn, ale zase se zhoršila celková pohyblivost a účinně zamířit cíl nebylo taky úplně snadné. Tento typ se však vyráběl jen v malých počtech.
Změna nastala až v listopadu 1943, kdy byl ke zbrani přidán ochranný štít. Okamžitě se upustilo od jakékoli výroby modelu RKpB 4322 a do výroby se dostal model Panzerschreck 54, který měl již štít pevně zabudovaný. Hmotnost díky štítu vzrostla na 11 kg a změny se dočkala také munice. Nová střela pod označením RKpB.Gr.4992 měla lepší dostřel (180 m) a také lepší průraznost (cca 230 mm). Náboje se opět vyráběly v letní a zimní verzi. Byla dána objednávka na 382 000 kusů, ale musela být kvůli spojeneckým náletům na německý průmysl redukována a v červenci 1944 se zastavila na čísle 289 151 kusů. Dalším modelem byl Panzerschreck 54/1. Snížila se délka trubice na 135 cm a hmotnost se snížila na 9,5 kg, mířidla byla také zdokonalena. Zbraň byla zavedena do služby v prosinci 1944, ale první objednávka byla dána až v lednu 1945. Do konce války bylo dodáno 25 750 kusů z původně 48 000 objednaných. Odpalovací trubice měla vydržet údajně 200 výstřelů.
Němci měli ve vývoji také protiletadlovou verzi – Fliegerschreck. Zbraň byla 174 cm dlouhá a používala 88mm náboj. Bylo jich vyrobeno pouze 500 a bojového nasazení se nikdy nedočkaly. Ještě existoval ve vývoji Panzerschreck 10,5 cm, jenž představoval zvětšenou verzi Panzerschrecku. Zbraň byla ale odmítnuta s odůvodněním, že je příliš těžká (hmotnost byla asi 18 kg), proto se vyvíjel další typ, který byl lehčí a téměř o půl metru kratší, ale u tohoto modelu nastaly pro změnu problémy se zákluzem. Tento problém se už do konce války vyřešit nepodařilo, a tak nikdy nebyl zařazen do služby.